# Rasmus Würtz
Rasmus Würtz, né le 18 septembre 1983 à Skive au Danemark, est un footballeur international et entraîneur danois.

## Biographie

### Carrière en club
Né à Skive au Danemark, Rasmus Würtz est formé par le club local du Skive IK. Il joue ensuite pour l'Aalborg BK.
Après son passage au FC Copenhague, Würtz retourne à l'Aalborg BK en juillet 2009.
Le 6 janvier 2016, il prolonge son contrat avec Aalborg jusqu'au 30 juin 2018.
En mars 2019, Rasmus Würtz annonce l'arrêt de sa carrière professionnelle à l'issue de la saison 2018-2019. Il détient alors le record du nombre de match joué en première division danoise.

### En sélection
Rasmus Würtz obtient sa première sélection avec le Danemark lors d'un match amical gagné (1-0) le 2 juin 2005 sur le terrain de la Finlande.
Il participe aux qualifications pour l'Euro 2008 mais n'est pas retenu dans la liste des 23 pour la phase finale.
Il compte 18 sélections entre 2005 et 2014.

## Palmarès
- Championnat du Danemark en 2014
- Coupe du Danemark en 2014